# Кенкиякский сельский округ
Кенкиякский  сельский округ (каз. Кеңқияқ ауылдық округі) — административно-территориальное образование в Темирском районе Актюбинской области.

## Населённые пункты
В состав Кенкиякского сельского округа входит 2 села: Кенкияк (4954 жителя), Башенколь (211 жителей).

## История
В 2011 году село Кенкияк и территория площадью 295,32 км² были выделены из состава Шубаршийского поселкового округа с целью образования нового Кенкиякского сельского округа, одновременно территория площадью 144 км², в том числе село Башенколь была передана сельскому округу из состава Саркольского сельского округа, в соответствии с решением маслихата Актюбинской области от 12 октября 2011 года № 414 и постановлением акимата Актюбинской области от 12 октября 2011 года.

## Население

### Динамика численности
| Численность населения | Численность населения | Численность населения |
| 1989                  | 1999                  | 2009                  |
| --------------------- | --------------------- | --------------------- |
| 711                   | ↗5114                 | ↗5165                 |

### Численность населения[3][4][1]
| № | Населённый пункт | Перепись населения 1989 | Перепись населения 1999 | Перепись населения 2009 |
| - | ---------------- | ----------------------- | ----------------------- | ----------------------- |
| 1 | c. Кенкияк       | —                       | 4777                    | 4954                    |
| 2 | с. Башенколь     | 711                     | 337                     | 211                     |
|   | Всего            | 711                     | 5114                    | 5165                    |